# Rufus (cognomen)
Rufus is een cognomen dat betekent: "de roodharige". Het was in het Oude Rome een van de gebruikelijkste cognomina.
Bekende dragers van dit cognomen zijn:
- Marcus Caelius Rufus (aedilis)
- Caninius Rufus (buurman van Plinius)
- Canius Rufus (dichter)
- Curtius Rufus (proconsul)
- Quintus Curtius Rufus (redenaar en historicus)
- Cluvius Rufus (historicus)
- Marcus Egnatius Rufus (praetor)
- Marcus Minucius Rufus (consul in 221 v.Chr.)
- Marcus Minucius Rufus (consul in 110 v.Chr.)
- Gaius Musonius Rufus (filosoof)
- Quintus Petellius Cerialis Caesius Rufus (consul)
- Quintus Pompeius Rufus maior, consul in 88 v.Chr. († 88 v.Chr.)
- Quintus Pompeius Rufus minor, schoonvader van Julius Caesar († 88 v.Chr.)
- Quintus Pompeius Rufus (praetor in 63 v.Chr.)
- Quintus Pompeius Rufus (tribunus plebis in 52 v.Chr.)
- Pomponius Rufus (schrijver)
- Publius Rutilius Rufus (consul)
- Quintus Salvidiensis Rufus (generaal van Octavianus)
- Publius Suillius Rufus (consul)
- Publius Sulpicius Rufus (praetor)
- Servius Sulpicius Rufus (consul)
- Spurius Lartius Rufus (consul)
- Lucius Tarius Rufus (consul)
- Valgius Rufus (consul)
- Varius Rufus (dichter)
- Lucius Verginius Rufus (consul)
- Gaius Vibius Rufus (consul)
- Annius Rufus (praefectus van Judea)